# ساريتاغ
ساريتاغ(الأرمينية: Սարիթաղ)، هو حي في منطقة اريبونى في يريفان، أرمينيا.